# Жендзівойовиці
Жендзівойовиці (пол. Rzędziwojowice, нім. Geppersdorf) — село в Польщі, у гміні Немодлін Опольського повіту Опольського воєводства.
Населення — 243 особи (2011).

## Демографія
Демографічна структура станом на 31 березня 2011 року:
|          | Загалом | Допрацездатний вік | Працездатний вік | Постпрацездатний вік |
| -------- | ------- | ------------------ | ---------------- | -------------------- |
| Чоловіки | 119     | 23                 | 73               | 23                   |
| Жінки    | 124     | 25                 | 68               | 31                   |
| Разом    | 243     | 48                 | 141              | 54                   |